# Manierka M1961

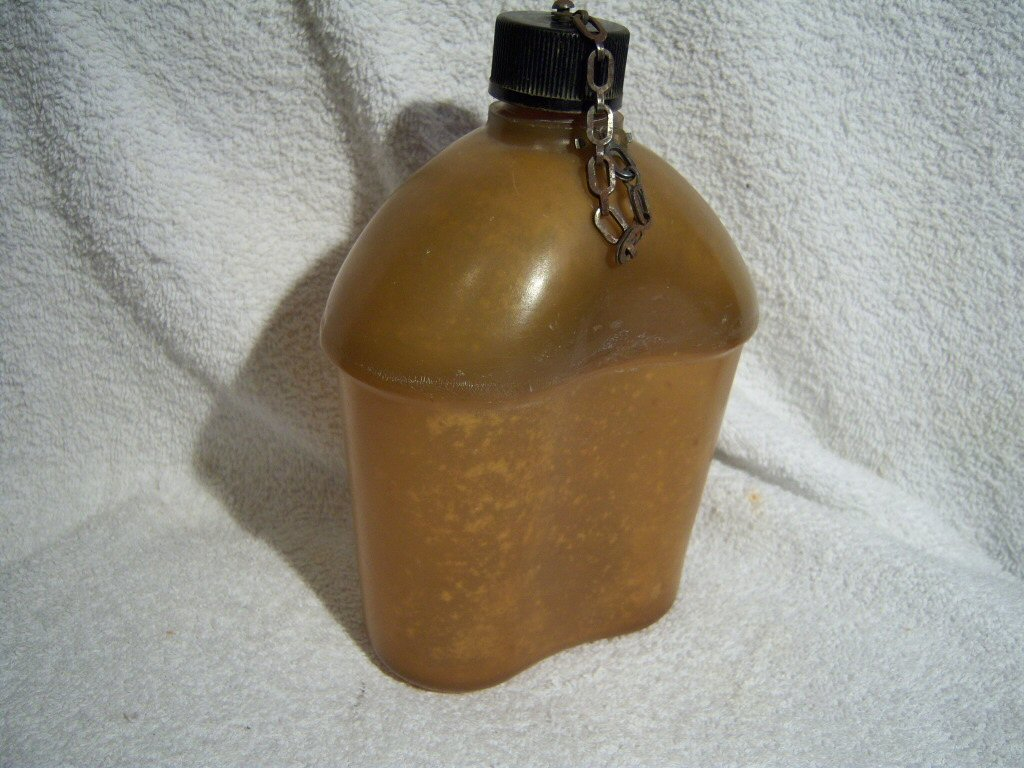
Manierka z tworzywa sztucznego Ethocel

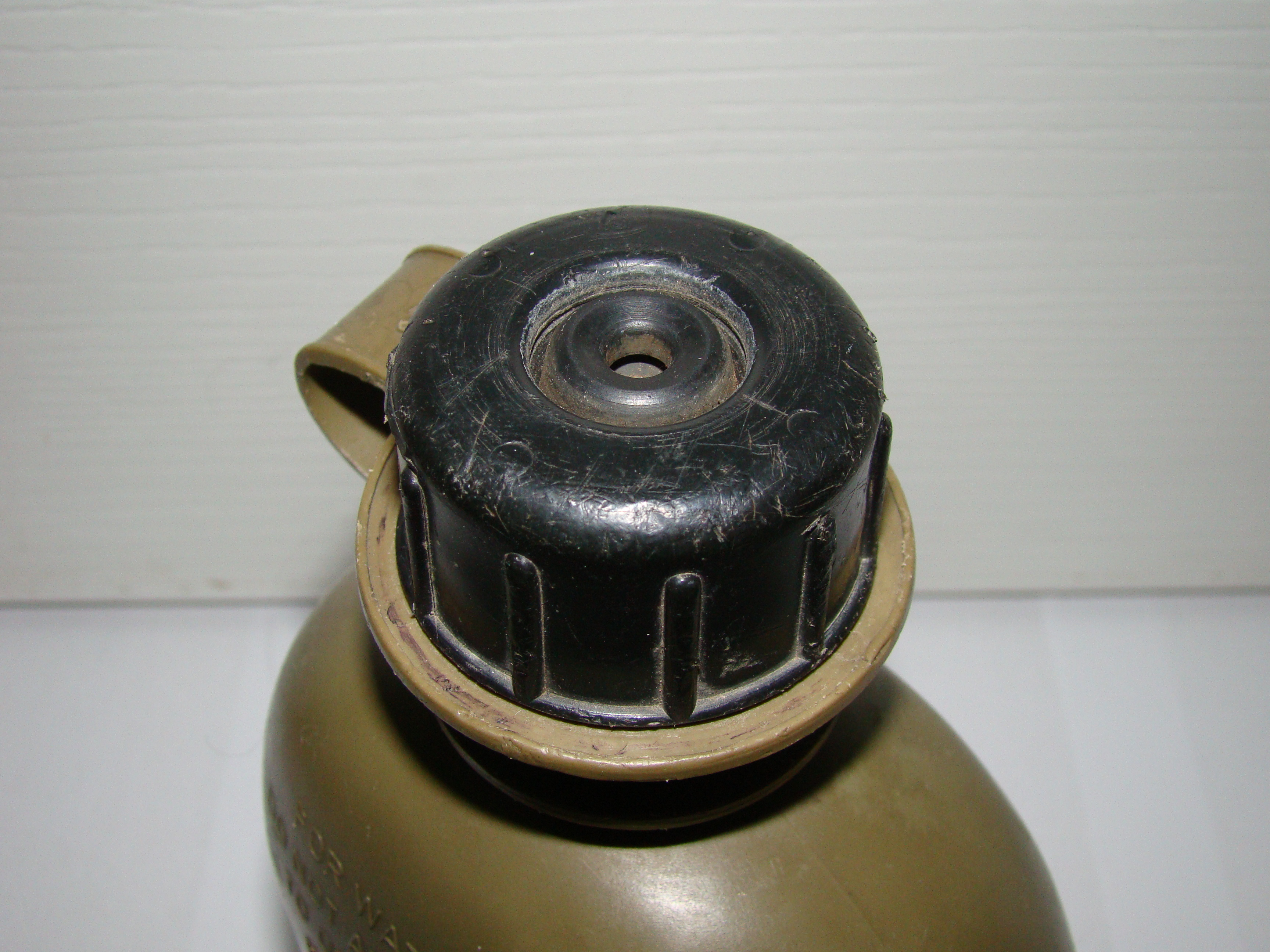
Korek manierki M1961 umożliwiający picie w masce przeciwgazowej

Manierka amerykańska M1961 – manierka plastikowa będąca na wyposażeniu Sił Zbrojnych USA od roku 1962 do dziś (z kilkoma modyfikacjami).

## Historia konstrukcji
Pierwsze manierki z tworzyw sztucznych amerykanie testowali już podczas II wojny światowej. Manierka z tworzywa sztucznego Ethocel wprowadzona była w niewielkiej liczbie w roku 1943, ale nie odniosła sukcesu. Na plastikowego następcę trzeba było czekać, blisko 20 lat.
Nową plastikową manierkę wprowadzono do armii amerykańskiej we wrześniu 1962 roku. Była to pierwsza manierka plastikowa, poprzednie wzory były wykonywane głównie z metali (stal nierdzewna lub aluminium). Nowa manierka swój chrzest bojowy odbyła podczas wojny w Wietnamie, gdzie zebrała dobre opinie. Plastikowa manierka była lżejsza, cichsze było także chlupotanie wody. Po wprowadzeniu do użycia maski przeciwgazowej M17A1 wprowadzono nowy korek manierki (oznaczenie M1), który posiadał zawór umożliwiający picie z manierki w masce. Korki przeznaczone do używania z maskami spotyka się w kolorach czarnym (starszy typ) i zielonym. Cały czas produkowano też manierki ze zwykłym korkiem. W roku 2003 skonstruowano manierkę M1961 z tworzywa miękkiego. Umożliwia to zmniejszenie objętości poprzez zgniecenie, podobnie jak w butelkach PET. Inną zaletą jest lepszy przepływ płynu przy piciu z manierki w masce.

## Konstrukcja
Standardowa manierka M1961 ma pojemność 1 kwarty amerykańskiej (0,946 litra). Zrobiona jest z grubego, twardego tworzywa sztucznego w kolorze zielonym lub piaskowym.

## Pokrowce
Do manierki stosowano trzy pokrowce: pokrowiec w systemie M1956 (LCE), w systemie ALICE i w systemie MOLLE.

### Pokrowiec M1956
Po wprowadzeniu manierki M1961 zaadaptowano pokrowce M1956 (wcześniej stosowano je do manierek M1910). Były wykonane z mocnej tkaniny bawełnianej w kolorze zielonym. Izolację zapewniał syntetyczny filc. Pokrowiec mieścił manierkę z kubkiem.

### Pokrowiec ALICE
Sukcesywnie pokrowce M1956 zastępowane były przez nowszą konstrukcję - pokrowce w systemie ALICE. Nowe pokrowce zostały wprowadzane w roku 1967. Mocowane były do pasa za pomocą klipsów. Wykonane były z zielonego nylonu, a izolację stanowił przyjemny w dotyku "miś". Pokrowiec mieścił manierkę z kubkiem, posiadał też kieszonkę na tabletki do oczyszczania wody.

### Pokrowiec MOLLE
Pokrowce w systemie MOLLE zaczęto wydawać w roku 1997. Pokrowce występowały w 4 kamuflażach (kolorach): Woodland, 3 Color Desert Pattern, UCP i USMC Coyote Brown. Pokrowiec umożliwia przechowywanie, także innych rzeczy (np. magazynki, amunicja luzem, racje żywnościowe. Pokrowiec posiada dwie kieszonki, a także klapę (używana jeśli przenosi się inne rzeczy niż manierka) zapinaną na klamrę.

## Kubek
Do manierek stosowano dwa rodzaje kubków: kubków od manierki M1910 i nowszych wprowadzonych w roku 1974 (używane do dzisiaj). Kubki różniły się zastosowaną rączką.